# Georges Butaud
Pour les articles homonymes, voir Butaud.
Georges Butaud, né le 6 juin 1868 à Marchienne-au-Pont (Belgique) et mort le 26 février 1926 à Ermont (Seine-et-Oise), est un militant anarchiste individualiste français, actif dans le mouvement des communautés libertaires puis du végétalisme.

## Biographie

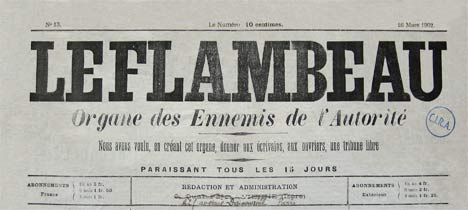
Le Flambeau, « Organe des Ennemis de l'Autorité »,
no 13 du 16 mars 1902 (dernier numéro).

On a peu d'information sur son enfance et sa jeunesse, si ce n'est que ses parents étaient français, et qu'il aurait travaillé comme tailleur de pierre en Suisse avant d'arriver en France vers 1899.
Installé à Vienne, il y fait paraître un périodique, Le Flambeau, « Organe des Ennemis de l'Autorité », de 1901 à 1903.

### Milieux libres
Butaud se fait connaître, dans un premier temps, comme initiateur de milieux libres, c'est-à-dire de colonies libertaires. Sa première tentative, à Saint-Symphorien-d'Ozon (Isère), en 1899, est un échec.
Il constitue, alors, avec Henri Zisly et Émile Armand, une Société pour la création et le développement d'un milieu libre en France, qui aboutit à la naissance, en 1902, du Milieu libre de Vaux (ou La Clairière de Vaux), près de Château-Thierry (Aisne). C'est dans le cadre de ce projet qu'il rencontre sa compagne, Sophia Zaïkowska, avec qui il s'installe et vit au hameau de Vaux sur la commune d'Essômes-sur-Marne jusqu'à l'échec de l'expérience, en 1906.
Juste avant la guerre, en 1913, il participe à une nouvelle tentative, à Saint-Maur, qui se solde elle aussi par un échec.

### Végétalisme intégral
Converti par sa compagne au végétalisme, il fonde avec elle la revue Le Végétalien.

Déjà en 1922, dans son texte « Les conséquences pratiques du végétalisme intégral sur l’évolution individuelle et sociale », Butaud démontre comment l’élevage des animaux est un gaspillage des ressources : 

« Il faut à un cheval et à une vache un hectare de terre pour vivre. Sur un hectare 3 hommes y vivraient, mais on donne à l’animal du grain, des produits de toutes sortes, et des kilos qu’il consomme il nous rend des grammes. »

Le végétalisme de Butaud est comme une « doctrine de raison et de liberté » qui peut libérer les animaux mais aussi les humains : 

« L’individualiste éclairé pratiquant le végétalisme transforme le milieu en se transformant lui-même… Soit végétalien ! Libère toi ! »

## Textes
- Ce que j’entends par individualisme anarchiste, juin 1901
- « Sur l’illégalisme », La Vie anarchiste, no 12, 15 juin 1912, texte intégral
- En collaboration avec S. Zaïkowska, Étude sur le travail, 1912
- En collaboration avec S. Zaïkowska, Tu seras végétalien !, vers 1923
- Collectif, Communautés, naturiens, végétariens, végétaliens et crudivégétaliens dans le mouvement anarchiste français, Brignoles, Invariance, 1994, sommaire

### Radio
- Jean Lebrun, Gaetano Manfredonia, « Les anarchistes et l'écologie », La marche de l'histoire, France Inter, 16 février 2015, écouter en ligne

### Notices
- Dictionnaire biographique du mouvement ouvrier français, « Le Maitron » : notice biographique.
- Dictionnaire international des militants anarchistes : notice biographique.
- L'Éphéméride anarchiste : notice biographique.